# Seweromorsk

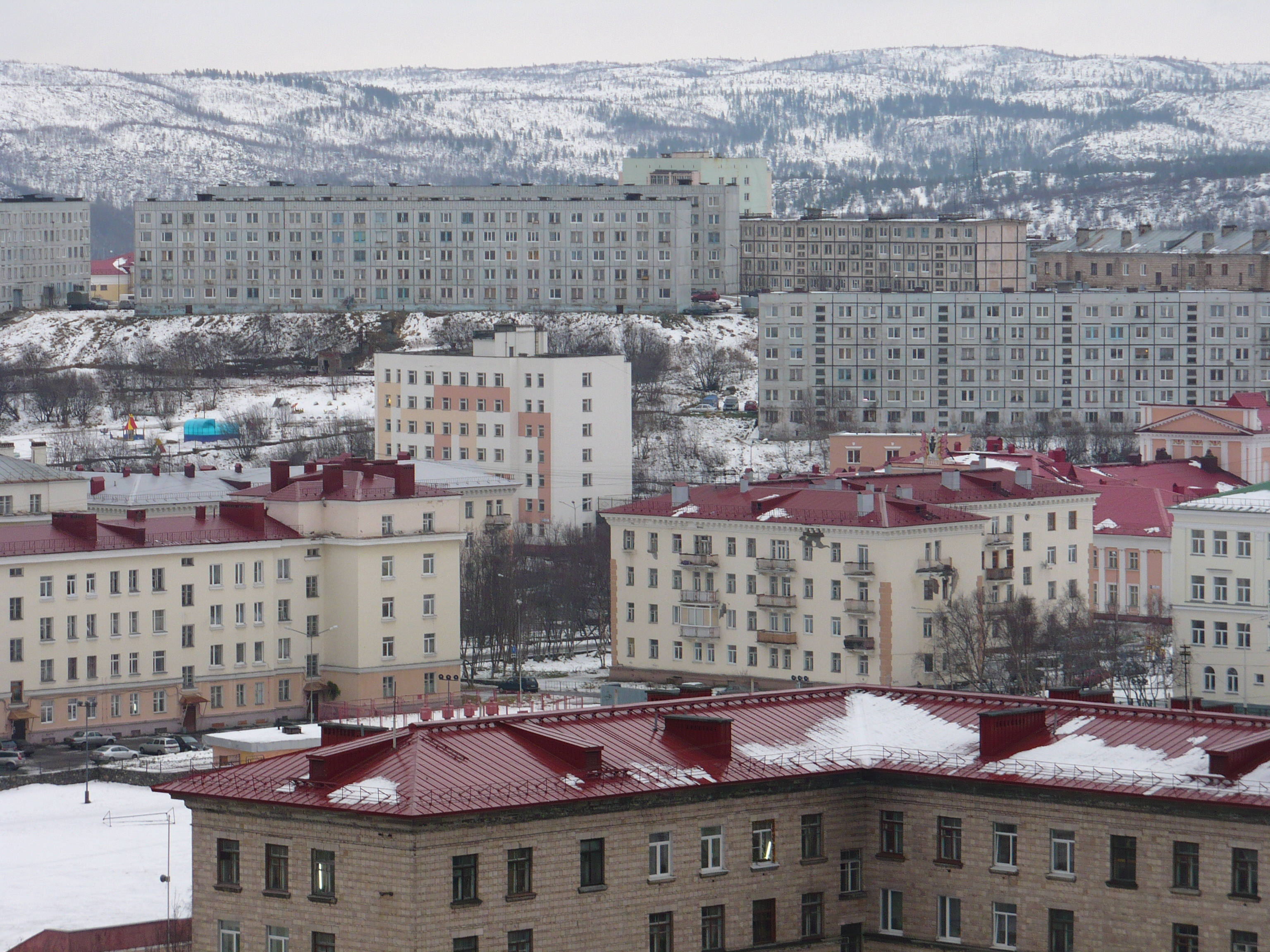
Wohnhäuser

Seweromorsk (russisch Североморск) ist eine Stadt mit 50.060 Einwohnern (Stand 14. Oktober 2010) in der Oblast Murmansk im äußersten Norden des europäischen Teils Russlands. Sie liegt am Ostufer der Kola-Bucht.
Seweromorsk ist Hauptsitz und neben der rund 20 km entfernt gelegenen Gebietshauptstadt Murmansk ein wichtiger Stützpunkt der russischen Nordflotte. Als sogenannte geschlossene Stadt ist es nur für die Einwohner sowie Angehörige der russischen Nordflotte zugänglich. In der Stadt befindet sich das größte Trockendock auf der Halbinsel Kola.

## Geschichte
Ende des 19. Jahrhunderts als Fischersiedlung gegründet, hieß der Ort bis zur Erlangung der Stadtrechte im Jahr 1951 Wajenga (Ваенга). Als Marinestandort wird der Ort seit 1933 genutzt. Im Hafen liegt als Museumsschiff das U-Boot der Sowjet-Marine  K-21 (Bj. 1938).
Bekannt geworden ist Seweromorsk vor allem durch den Untergang des russischen  U-Bootes Kursk im Jahr 2000, bei der 118 Seeleute ums Leben kamen.

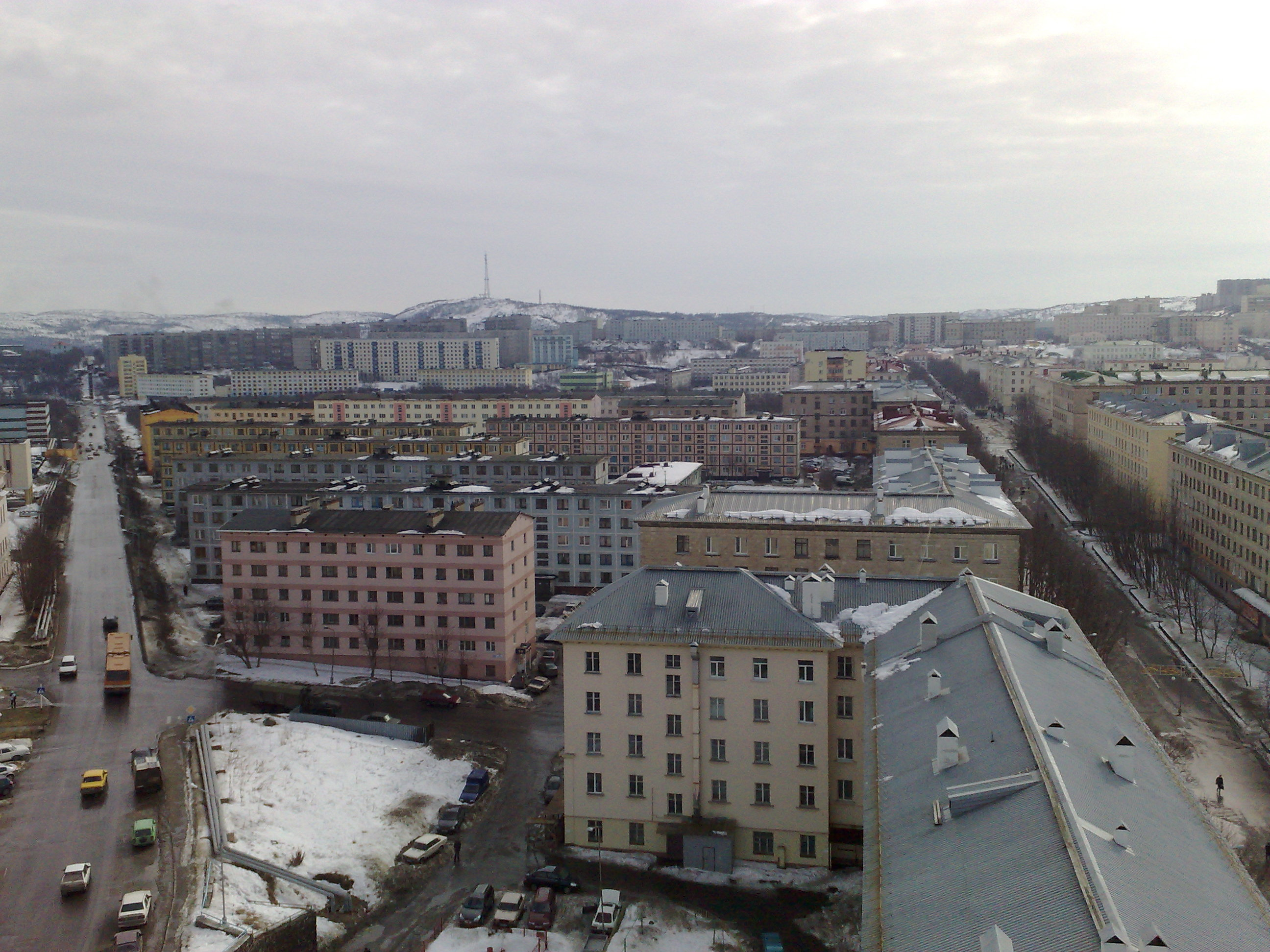
Stadtansicht
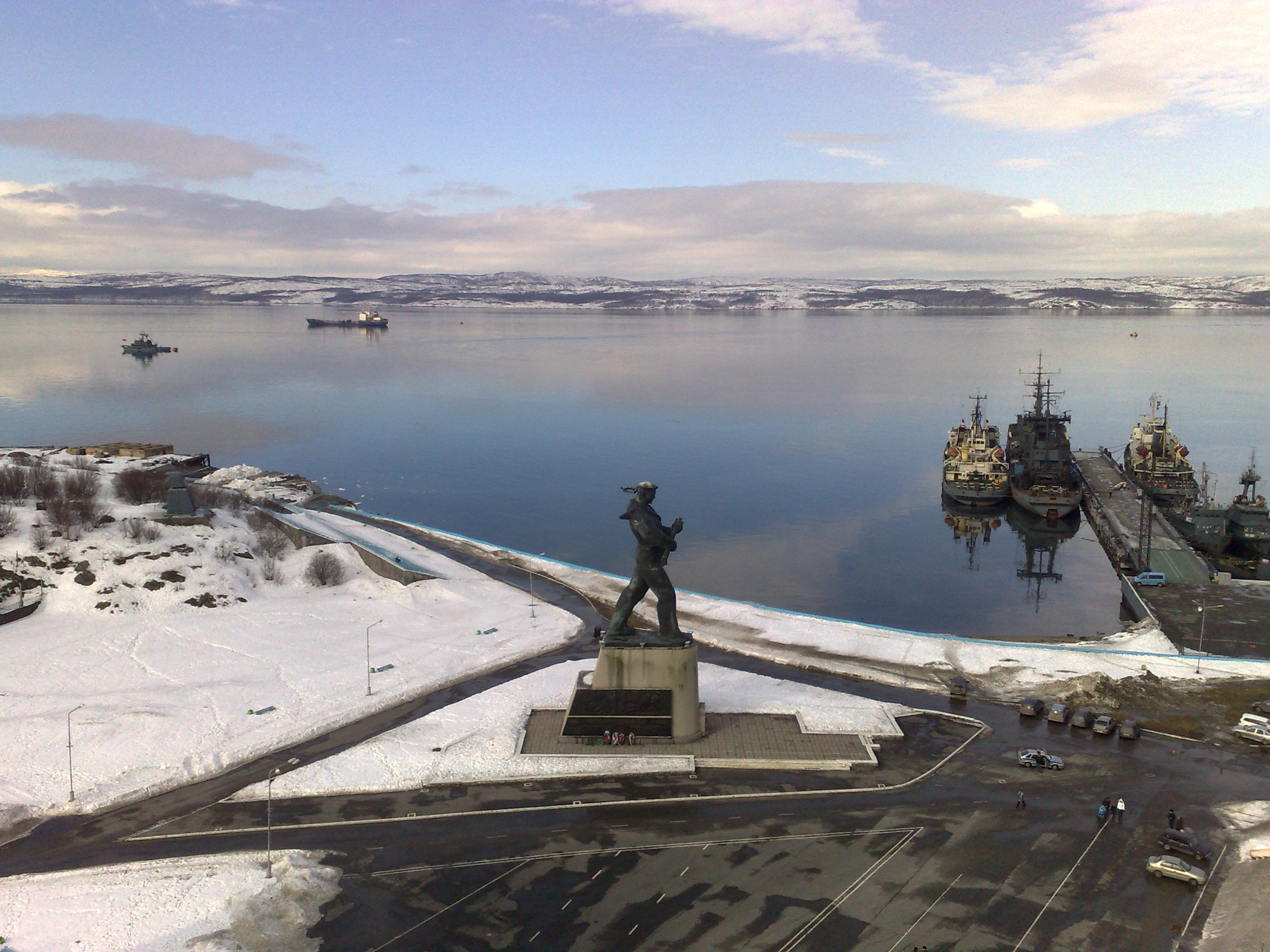
Platz von Seweromorsk mit Denkmal
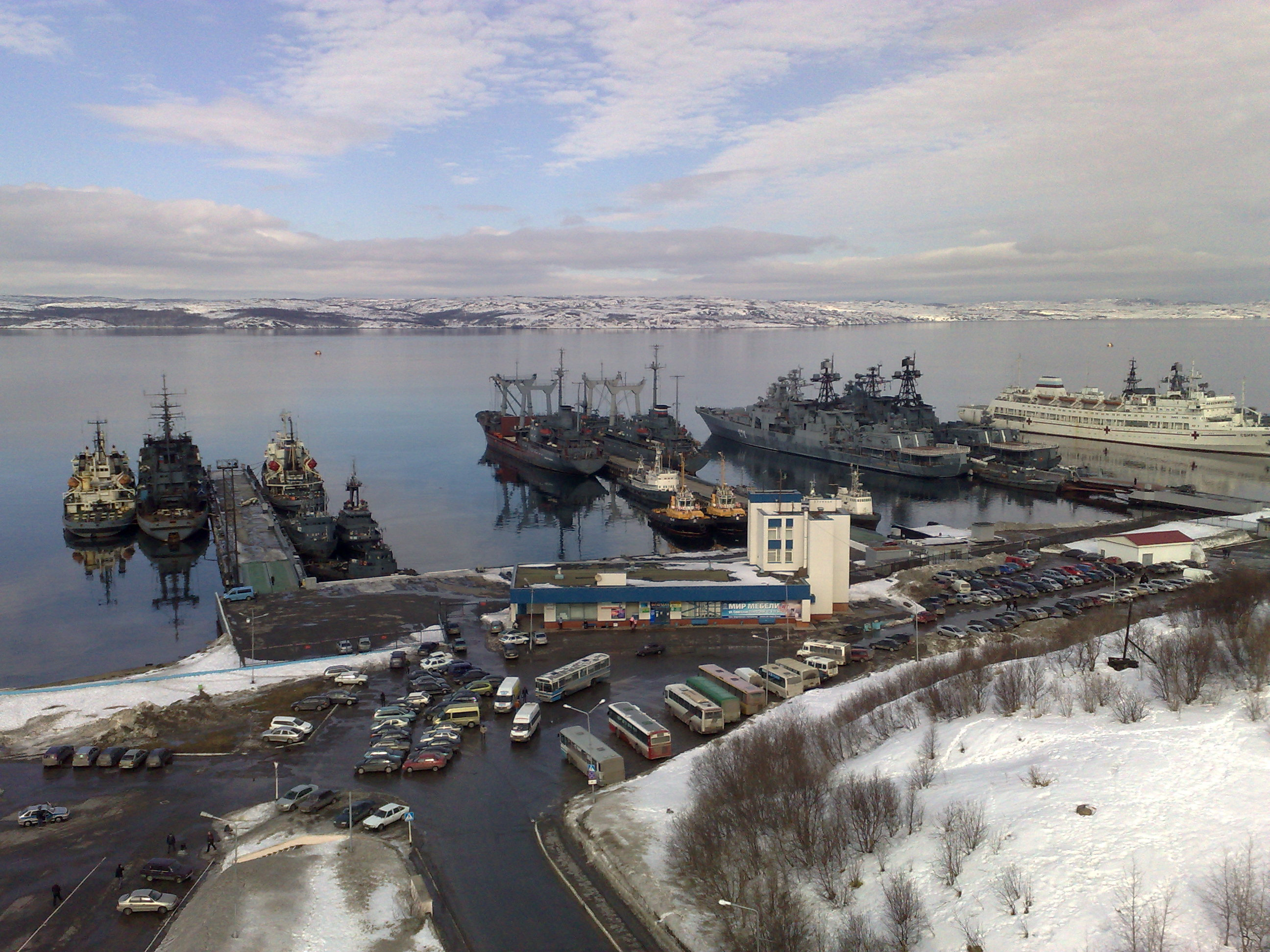
Hafen
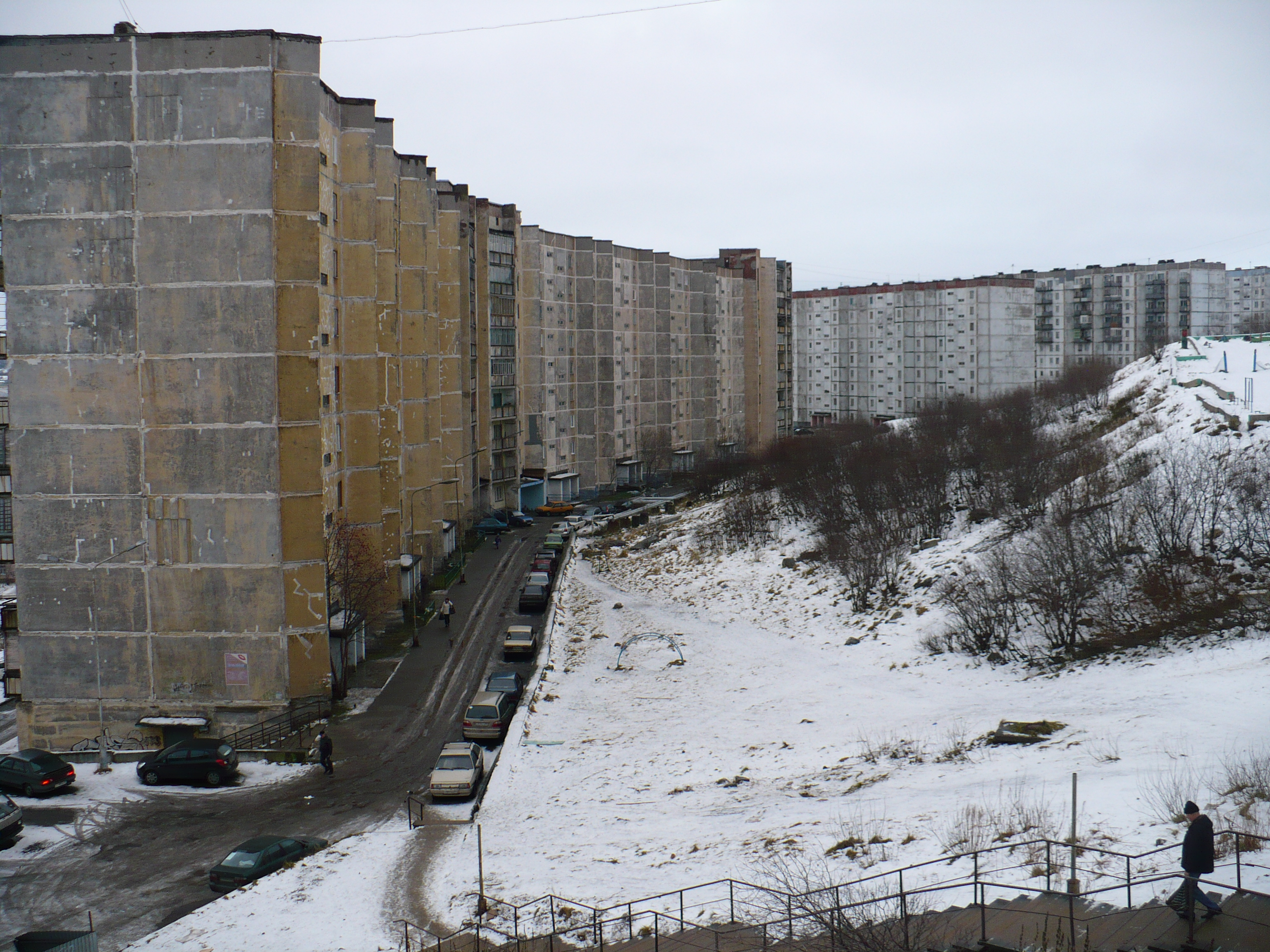
Plattenbauten

### Bevölkerungsentwicklung
| Jahr | Einwohner |
| ---- | --------- |
| 1959 | 28.116    |
| 1970 | 40.919    |
| 1979 | 50.090    |
| 1989 | 62.120    |
| 2002 | 55.102    |
| 2010 | 50.060    |

Anmerkung: Volkszählungsdaten

## Klima
In Seweromorsk herrscht kaltes Meeresklima mit Temperaturen zwischen −8 °C im Januar und 12 °C im Juli. Die jährliche Niederschlagsmenge liegt bei 800 mm.

## Verkehr
Seweromorsk hat einen eisfreien Seehafen an der Barentssee und ist mit Murmansk durch die Fernstraße M18 sowie durch die Murmanbahn verbunden, die bis nach Sankt Petersburg führen.

## Söhne und Töchter der Stadt
- Andžela Brice (* 1970), lettische Biathletin
- Jelena Wajenga (* 1977), russische Popsängerin, Songschreiberin und Schauspielerin
- Oleksandr Mojissejenko (* 1980), ukrainischer Schachgroßmeister
- Jauheni Schuleu (* 1984), belarussischer Biathlet